# Guðný Björk Óðinsdóttir
Guðný Björk Óðinsdóttir, född 27 september 1988 i Isafjördur, är en isländsk fotbollsspelare. Hon började spela i Kristianstads DFF år 2009 och har förlängt kontraktet till 2014. Hon har även spelat för Islands landslag. Björk var ordinarie back i KDFF, men under 2014 tog hon steget upp och spelade de flesta matcher som forward eller mittfältare. Detta gjorde hon efter en oväntad comeback efter hennes 4:e korsbandsskada, något som varken läkare eller lagkamrater trodde var möjligt.

## Meriter
Valur
- Isländsk mästare: 3 gånger
- Isländsk cupmästare: 1 gång
- 2014 kom KDFF på sin högsta placering i damallsvenskan, 5:e plats och tog även silver i Svenska cupen för damer